# Pavel Solomin
Pavel Pavlovich Solomin est un footballeur ouzbek né le 15 juin 1982 à Tachkent en Ouzbékistan.

## Carrière

### En club
- 2003-2005 : Traktor Tachkent  Ouzbékistan
- 2005 : Pakhtakor Tachkent  Ouzbékistan
- 2006 : Traktor Tachkent  Ouzbékistan
- 2007 : Saturn Ramenskoïe  Russie
- 2008 : Navbahor Namangan  Ouzbékistan
- 2009- : Lokomotiv Tachkent  Ouzbékistan

### En sélection
13 sélections et 2 buts avec l'équipe d'Ouzbékistan de football depuis 2006. 